# René de Nebesky-Wojkowitz
 (août 2016).
Si vous disposez d'ouvrages ou d'articles de référence ou si vous connaissez des sites web de qualité traitant du thème abordé ici, merci de compléter l'article en donnant les références utiles à sa vérifiabilité et en les liant à la section « Notes et références ».
René de Nebesky-Wojkowitz, né le 29 juin 1923 et décédé le 9 juillet 1959 à l'âge de 36 ans, est un ethnologue et tibétologue tchèque, principalement connu pour son ouvrage, Oracles et démons du Tibet : Le culte et l'iconographie des déités protectrices tibétaines (allemand : Der Kult und die Ikonographie der tibetischen Schutzgottheiten), publié en 1956, et qui était alors la première étude des divinités du Tibet. Il décéda peu de temps après la publication de cet ouvrage. Ce qui donna différentes suppositions sur sa mort en liaison avec cet ouvrage.

## Biographie
Né en juin 1923 à Velké Hoštice (allemand Groß Hoschütz), après ses études secondaires à Leitmeritz et Prague, il se consacre à des études ethnologiques sur l'Asie centrale.

## Œuvres
- (de) « Die tibetische Bön-Religion », Archiv für Völkerkunde, vol. 2,‎ 1947, p. 26–68
- (de) « Das tibetische Staatsorakel », Archiv für Völkerkunde, vol. 3,‎ 1948, p. 136–155
- (de) « Schriftwesen, Papierherstellung und Buchdruck bei den Tibetern », dissertation non publiée, Vienne,‎ 1949
- (de) « Einige tibetische Werke über Grammatik und Poetik », Archiv für Völkerkunde, vol. 4,‎ 1949, p. 154–159
- (de) « Ein Beitrag zur tibetischen Ikonographie : mGon po phyag drug und seine Begleiter », Archiv für Völkerkunde, vol. 5,‎ 1950, p. 138–158
- The Tibetan Kagyupa Sect, Stepping-Stones 1[8], pages 185–187.
- (de) Der Kult und die Ikonographie der tibetischen Schutzgottheiten, Vienne, Habilitation, 1955
Traduction en anglais : (en) Oracles and demons of Tibet : the cult and iconography of the Tibetan protective deities, Mouton, The Hague, 1956 (OCLC 1163284)
Traduction en anglais : (en) Oracles and demons of Tibet : the cult and iconography of the Tibetan protective deities, New Delhi, Book faith India, 1996, 666 p. (ISBN 81-7303-039-1)
Traduction en chinois : (zh) 西藏的神灵和鬼怪, Lhassa, 西藏人民出版社,‎ 1993, 720 p. (ISBN 7-223-00456-8)
Traduction en anglais : (en) René de Nebesky-Wojkowitz et Christoph von Fürer-Haimendorf, Tibetan religious dances : Tibetan Text and Annotated Translation of the ’chams yig, Mouton, The Hague, 1976